# DDR-Meisterschaften im Biathlon 1983
Die DDR-Meisterschaften im Biathlon wurden 1983 zum 25. Mal ausgetragen und fanden vom 3. bis 6. März im Oberhofer Biathlonstadion am Rennsteig statt. Frank Ullrich wurde zum dritten Mal in Folge und zugleich zum letzten Mal in einem Einzelrennen DDR-Meister im Einzel. Frank-Peter Roetsch gewann den Sprint und damit seinen ersten Titel in einem Einzelrennen. Er gewann auch mit der Staffel und wurde damit Doppelmeister. SG Dynamo Zinnwald gewann zum ersten Mal nach zwei Jahren Abstinenz wieder den Titel mit der Staffel.

## Einzel (20 km)
| Platz | Sportler            | Verein               | Schießfehler | Zeit    |
| ----- | ------------------- | -------------------- | ------------ | ------- |
| 1     | Frank Ullrich       | ASK Vorwärts Oberhof | 2            | 1:04:38 |
| 2     | Matthias Jacob      | ASK Vorwärts Oberhof | 1            | 1:05:34 |
| 3     | Frank-Peter Roetsch | SG Dynamo Zinnwald   | 2            | 1:05:59 |
| 4     | Olaf Schmidt        | SG Dynamo Zinnwald   | 2            | 1:07:28 |
| 5     | Ralf Göthel         | SG Dynamo Zinnwald   | 2            | 1:07:57 |
| 6     | Andreas Göthel      | SG Dynamo Zinnwald   | 3            | 1:08:05 |

## Sprint (10 km)
| Platz | Sportler            | Verein               | Schießfehler | Zeit  |
| ----- | ------------------- | -------------------- | ------------ | ----- |
| 1     | Frank-Peter Roetsch | SG Dynamo Zinnwald   | 2            | 29:25 |
| 2     | Holger Wick         | ASK Vorwärts Oberhof | 1            | 29:41 |
| 3     | Andreas Göthel      | SG Dynamo Zinnwald   | 1            | 30:04 |
| 4     | Frank Ullrich       | ASK Vorwärts Oberhof | 4            | 30:24 |
| 5     | Bernd Hellmich      | ASK Vorwärts Oberhof | 1            | 30:29 |
| 6     | Ralf Göthel         | SG Dynamo Zinnwald   | 1            | 30:31 |

## Staffel (3 × 7,5 km)
| Platz | Verein                  | Sportler                                       | Schießfehler | Zeit    |
| ----- | ----------------------- | ---------------------------------------------- | ------------ | ------- |
| 1     | SG Dynamo Zinnwald I    | Frank-Peter Roetsch Ralf Göthel Andreas Göthel | 1            | 1:15:33 |
| 2     | ASK Vorwärts Oberhof I  | Mathias Jung Frank Ullrich Matthias Jacob      | 1            | 1:16:53 |
| 3     | ASK Vorwärts Oberhof II | Holger Wick Tressel Bernd Hellmich             | –            | 1:18:16 |